# Thomas Mettler
Thomas Mettler (* 1958 in Luzern, Schweiz) ist freischaffender Tänzer, Schauspieler und Regisseur im Bereich des zeitgenössischen Tanzes.

## Leben
Ausgebildet an der Schule von Marcel Marceau in Paris, arbeitet Mettler international in Tanz und Theater. Er kreierte zahlreiche abendfüllende Stücke und Projekte, in denen Tanz und Theater mit Improvisation vereint wurden.
Seine künstlerischen Kreationen sowie seine gleichzeitige Lehrtätigkeit über 24 Jahre, vier Jahre davon als Hauptlehrer an professionellen Schauspiel- und Tanzschulen in London und Paris, und über 100 Intensive-Workshops brachten ihn nach Frankreich, England, Italien, Kolumbien, Deutschland, in die USA, nach Griechenland, Spanien, Indien, Portugal und in die Schweiz.
Mit der Begründung von «6 Men Dance – a night of improv» setzte er den langjährigen Traum eines Tanz-, Physical-Theatre- und Improvisationskollektivs um, zu dem er weltweit führende Tänzer und Tanz-Improvisatoren einlud: Adam Benjamin (UK), Rick Nodine (USA, UK), Jordi Cortés Molina (E), Christian Panouillot (FR), Chris Aiken (USA). Ihre «improv-nights» wurden unter anderem in London am Theater «the place», in Bern am «friends from out of town» und in Freiburg im Breisgau am «17. Internationalen TanzFestival» aufgeführt.
2006 brachte er für ein grosses internationales Physical-Theatre-Projekt 17 Tänzer und Schauspieler aus 7 Nationen Ende 2006 in Bern zusammen: «About Life & Death».
2007 folgte eine Zusammenarbeit beziehungsweise Choreographie für die führende englische integrierte Tanz Company «StopGap» in London. 2008 kreierte er ein Duett mit der blinden Tänzerin Sylvie Raphoz: «…à voir». 2009 begann die Zusammenarbeit und Erarbeitung eines Duetts «Incontro» mit Astad Deboo.
2010 erarbeitete Thomas Mettler das Stück «The Sweet Poison LOVE» mit der unter seiner Leitung stehenden zeitgenössischen Tanzkompanie «About Men and Women».
2013 wurde sein erster Tanzfilm «autumn leaves» veröffentlicht, in dem er sowohl Regie führte als auch mitspielte und der in seiner Wahlheimat Tessin gedreht wurde.
2015 kreierte er für das Festival «GOGOL Fest 15» in Kiew das abendfüllende Physical-Theatre-Stück «Some Men Must Die» mit 14 Tänzern und Schauspielern aus der Ukraine, England und der Schweiz sowie drei Live-Musikern aus der Ukraine. Das Stück wurde in einer Neuüberarbeitung 2016 am Festival «KMATOS Fest 2016» mit elf Tänzern/Schauspielern gespielt.
Im Mai 2018 begannen die Arbeiten für den abendfüllenden Spielfilm «Some Men Must Die» unter der Regie Mettlers. Der Film basiert auf dem gleichnamigen Bühnenstück aus dem Jahr 2015 und wird in der Ukraine gedreht. Thema des Films ist der Ukrainekonflikt seit 2014.